# اچ‌ام‌اس بوسکاون (۱۸۴۴)
اچ‌ام‌اس بوسکاون (۱۸۴۴) (به انگلیسی: HMS Boscawen (1844)) یک کشتی بود که طول آن ۱۸۷ فوت ۴ ۱⁄۲ اینچ (۵۷٫۱ متر) بود. این کشتی در سال ۱۸۴۴ ساخته شد.